# 沙德勒夫
沙德勒夫（法語：Chadeleuf，法語發音：[ʃadlœf]）是法国多姆山省的一个市镇，属于伊苏瓦尔区。

## 地理
沙德勒夫（45°35'13"N, 3°10'45"E）面积5.7 平方千米，位于法国奥弗涅-罗讷-阿尔卑斯大区多姆山省，该省份为法国中南部省份，北起阿列省接壤，东临卢瓦尔省，南至上盧瓦爾省和康塔爾省，西接科雷兹省和克勒兹省。
与沙德勒夫接壤的市镇（或旧市镇、城区）包括：内斯谢尔、帕尔迪讷、圣伊瓦纳、索瓦尼亚圣马尔特。

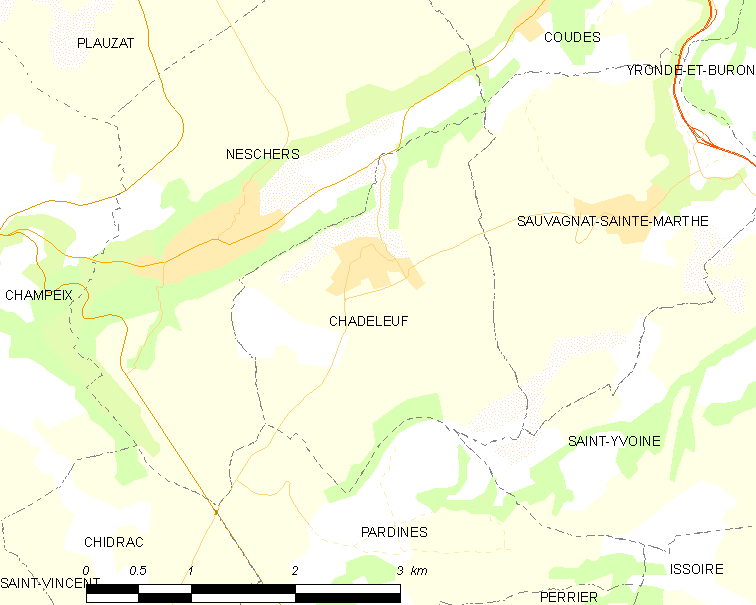
沙德勒夫的OSM定位图

沙德勒夫的时区为UTC+01:00、UTC+02:00（夏令时）。

## 行政
沙德勒夫的邮政编码为63320，INSEE市镇编码为63073。

## 政治
沙德勒夫所属的省级选区为维克勒孔特县。

## 人口

1962-2008年间沙德勒夫人口变化图示

沙德勒夫于2022年1月1日时的人口数量为429人。